# 施焯日
施焯日（英語：Arthur Sy，2000年12月28日—），香港男藝人，現為無綫電視基本藝人合約藝員。2022年加入J2台，是22位J2ers之一。

## 簡歷
施焯日有一姊，從小在筲箕灣愛秩序灣長大，曾就讀中華基督教會基灣小學（愛蝶灣）及高主教書院（2012年中一至2018年中六），後升讀高級文憑課程，2019年加入第30期無綫電視藝員訓練班，畢業後加入無綫電視，並參與無綫電視的綜藝節目及劇集。
2020年，施焯日於長篇處境喜劇《愛·回家之開心速遞》中飾演心理學系大學生「驚青」何景青一角為觀眾認識。2021年，施焯日於劇集《青年心城之撐起青春》中飾演「賢仔」一角再度受到注目。同年於台慶劇《星空下的仁醫》中的演出獲傳媒讚賞。而他主持節目《不能只有我看到的 便利店追女神食譜》亦獲傳媒關注。其後獲提名《萬千星輝頒獎典禮2021》「飛躍進步男藝員」。

## 演出作品

### 電視劇（無綫電視）
| 首播   | 劇名                  | 角色                                                                        |
| 2019年 | 愛·回家之開心速遞     | 何景青（驚青）（第1007集）                                                  |
| 2020年 | 大步走                | 參賽者（第2集） 創奇學員（第5、20集） 舞蹈員（第12集） 賓客／跑手（第25集） |
| 2021年 | 一笑渡凡間            | 弟子（第3－5、7－8集）                                                      |
| 2021年 | 七公主                | 林子輝                                                                      |
| 2021年 | 青年心城之撐起青春    | 賢仔                                                                        |
| 2021年 | 欺詐劇團              | 張忠（年輕版）                                                              |
| 2021年 | 我家無難事            | 麥源（青年）                                                                |
| 2021年 | 把關者們              | 歐仲恩                                                                      |
| 2021年 | 星空下的仁醫          | 李沛星                                                                      |
| 2022年 | 食腦喪Ｂ              | 路人（第2集） 電視兒子（第6集） 替身（第14集） 喪屍（第18－20集）           |
| 2022年 | 雙生陌生人            | 小偷（第9集）                                                               |
| 2022年 | 十八年後的終極告白2.0 | 宋定彪手下（第15集）                                                        |
| 2022年 | 回歸                  | KOL（第8集）                                                                |
| 2022年 | 白色強人II            | 男子（第21集）                                                              |
| 2022年 | 凶宅清潔師（J2首播）  | 兒子（第1集）                                                               |
| 2022年 | 黯夜守護者            | 張明朗（Jeff）                                                              |
| 2022年 | 超能使者              | 演員（第8集） 隆手下（第9集）                                               |
| 2022年 | 有種好男人            | 馬志東                                                                      |
| 2023年 | 新四十二章            | 孫家耀                                                                      |
| 2023年 | 隱形戰隊              | 警員                                                                        |
| 2023年 | 法言人                | 袁振邦（第6集）                                                             |
| 2023年 | 隱門                  | 外賣仔（第2集） 環境人物（第15集）                                          |
| 2023年 | 破毒強人              | 懲教署職員                                                                  |
| 2024年 | 反黑英雄              | 胡石軍                                                                      |
| 2025年 | 富貴千團              | 職員                                                                        |
| 2025年 | 執法者們              | 胡少豪                                                                      |

### 綜藝節目（無綫電視 J2）
| 年份   | 節目名                            | 備註                             |
| 2021年 | #後生仔傾吓偈                        | 主持之一                         |
| 2021年 | 不能只有我看到的 便利店追女神食譜 | 與林正峰、曾展望同黃亞保一同主持 |
| 2022年 | 呢鋪開乜：開火                    | 主持之一                         |
| 2022年 | J2ers：關注關注組                 | 主持之一                         |
| 2022年 | 意外步出                          | 主持之一                         |
| 2022年 | 香港人的台式生活                  | 節目旁白                         |
| 2023年 | 見步行步台灣篇                    | 主持之一                         |
| 2023年 | 台灣學呢啲                        | 主持之一                         |
| 2023年 | 你想點煮姐                        | 主持之一                         |
| 2023年 | 膽粗粗．Here We Go                | 主持之一                         |
| 2023年 | 浪漫台灣48小時                    | 主持之一                         |

## 獎項及提名
| 年份   | 頒獎單位             | 獎項           | 作品   | 結果 |
| ------ | -------------------- | -------------- | ------ | ---- |
| 2021年 | 萬千星輝頒獎典禮2021 | 飛躍進步男藝員 | 不適用 | 提名 |